# Jaipurite
La jaipurite è un minerale.